# Laxshmeswar

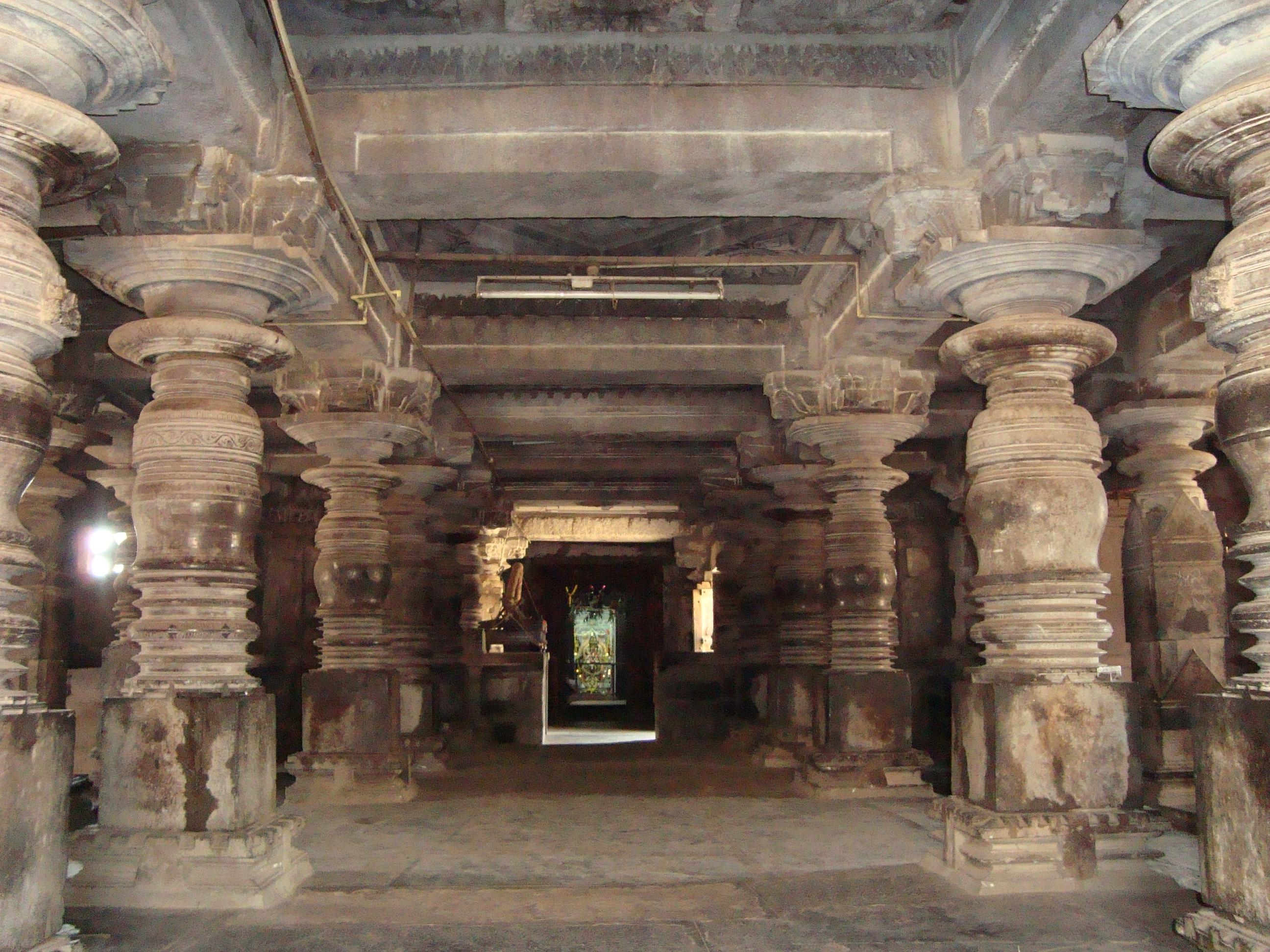
Vorhalle (mandapa) des Someshwara-Tempels

Laxshmeswar oder Lakshmeshvara (Kannada: ಲಕ್ಷ್ಮೇಶ್ವರ) ist eine historisch bedeutsame Stadt und ein Municipal Council mit rund 30.000 Einwohnern im Distrikt Gadag im indischen Bundesstaat Karnataka.

## Lage und Klima
Laxshmeswar liegt im Zentrum Karnatakas auf dem Dekkan-Plateau in einer Höhe von ca. 635 m etwa 40 km (Fahrtstrecke) südwestlich der Distriktshauptstadt Gadag bzw. ca. 72 km südöstlich von Hubballi-Dharwad. Das Klima ist subtropisch warm; Regen (ca. 835 mm/Jahr) fällt fast nur in den sommerlichen Monsunmonaten.

## Bevölkerung
Gut 75 % der mehrheitlich Kannada sprechenden Bevölkerung sind Hindus, etwa 24 % sind Moslems und weniger als 1 % gehören anderen Religionsgruppen wie Jains, Sikhs, Buddhisten, Christen an. Der männliche Bevölkerungsanteil ist dem weiblichen in etwa gleich.

## Wirtschaft
Die Umgebung von Laxshmeswar ist in hohem Maße landwirtschaftlich geprägt; im Ort selbst haben sich Handwerker, Händler und Dienstleister aller Art niedergelassen.

## Geschichte
Das Gebiet um Laxmeshwar gehörte im frühen Mittelalter zum Reich der Kadamba, der Chalukyas von Badami und der Rashtrakutas. Wie Inschriften bezeugen kam die Stadt im 11. und 12. Jahrhundert unter die Einflusssphäre der Chalukyas von Kalyani, bis die Kalachuri und die Hoysala vorübergehend die Macht übernahmen, denen im Jahr 1348 das Vijayanagar-Reich folgte, das selbst wiederum im Jahr 1565 in der Schlacht von Talikota den vereinigten Heeren der Dekkan-Sultanate unterlag. Diese waren jedoch untereinander zerstritten und so konnte der hinduistische Fürstenstaat von Mysore die Macht zeitweise übernehmen, die ihm jedoch von den Sultanen der Adil-Shahi-Dynastie von Bijapur streitig gemacht wurde. Von 1761 bis 1799 okkupierten Haidar Ali und Tipu Sultan, zwei quasi unabhängig regierende Generäle des Fürstenstaats Mysore, die Macht; danach dehnten die Briten ihren Einfluss auch auf Südindien aus.

## Sehenswürdigkeiten
- Der aus einer Vorhalle (mandapa) mit drei Eingängen und einer im Äußeren stark gegliederten (siehe Ratha (Architektur)) nahezu kreisförmigen Cella (garbhagriha) bestehende Someshwara-Tempel ist dem Hindu-Gott Shiva als „oberster Gott“ geweiht. Es ist ein Beispiel für den späten Chalukya-Stil der Zeit um 1100. Die Vorhalle verfügt über mehrere gedrechselte Säulen; einige Deckenfelder sind mit Rosetten geschmückt. Das Innere der Cella wurde nachträglich mit Kacheln ausgekleidet. In der Nachbarschaft stehen weitere Tempel; außerdem gibt es einen Stufenbrunnen mit schmaler Treppe.[3]
- Zwei Jain-Tempel (Shanka Basadi und Ananthanatha Basadi) bezeugen die Anwesenheit der Religionsgruppe.
- Mehrere Stelen mit alten Kannada-Inschriften sind im Innenhof des Tempelkomplexes aufgestellt.

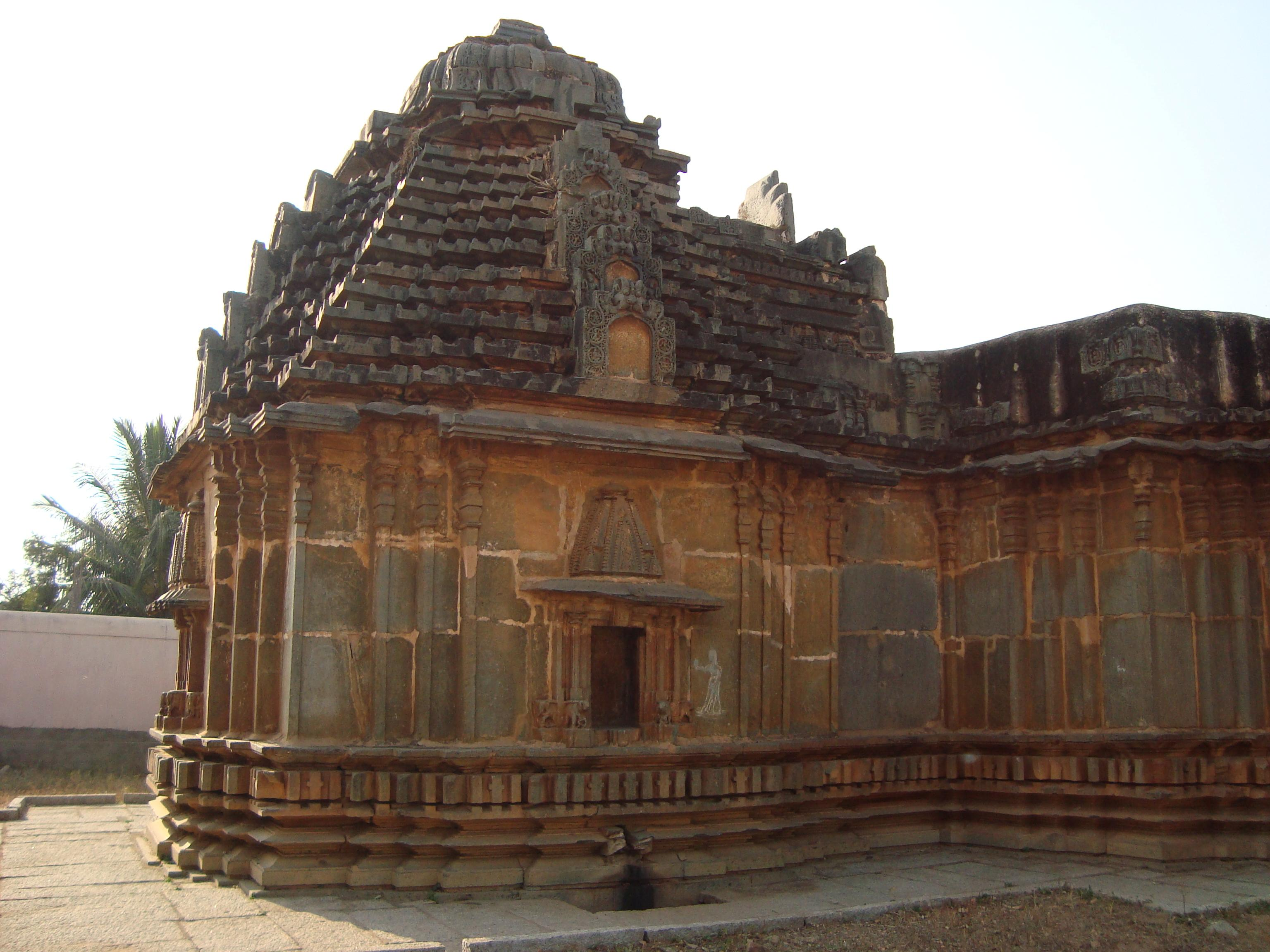
Laxmeshwar – alter Jain-Tempel
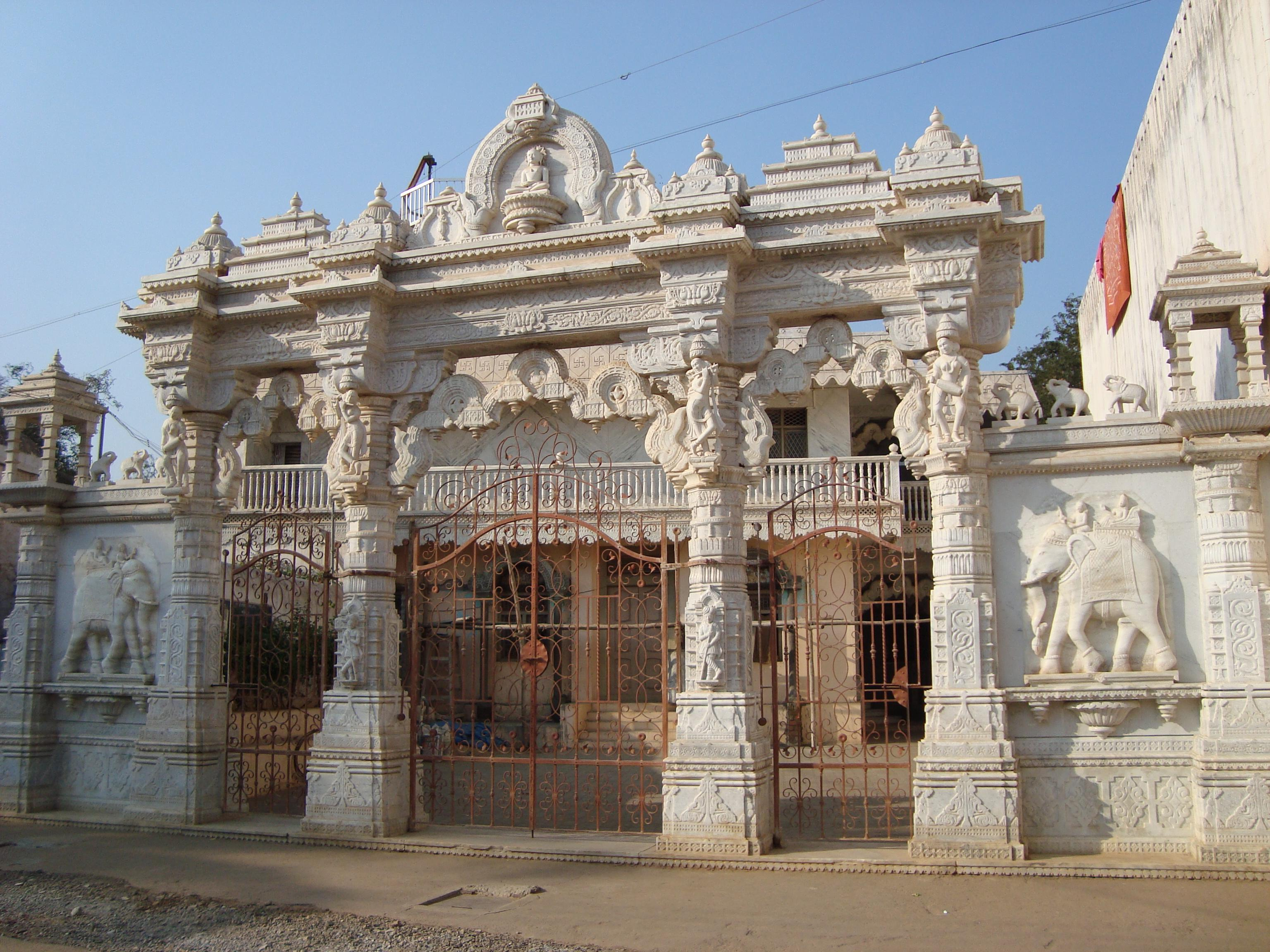
Laxmeshwar – neuer Jain-Tempel
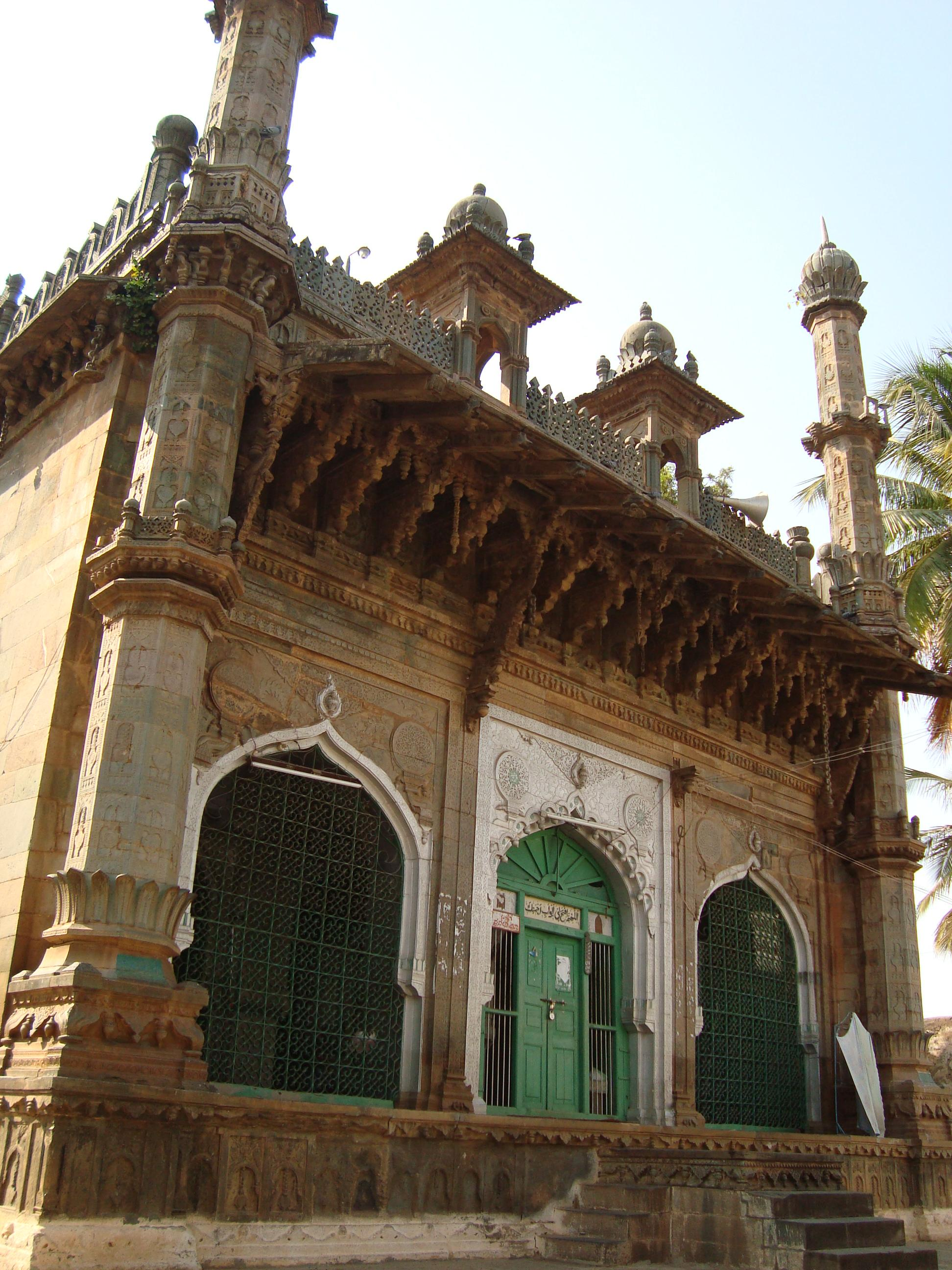
Laxshmeswar – Moschee

Umgebung
- Etwa 1 km östlich der Stadt steht die kleine dreiportalige Freitagsmoschee (Jama Masjid); sie wurde Anfang des 18. Jahrhunderts im – auch hinduistisch beeinflussten – „Zuckerbäckerstil“ des Sultanats von Bijapur erbaut.
- Etwa 1 km südwestlich befindet sich das ebenfalls zu Beginn des 18. Jahrhunderts zu Ehren eines regional verehrten Sufi-Heiligen erbaute muslimische Heiligtum Doodh Nana.